# Движущаяся вода
«Движущаяся вода» (нем. Bewegtes Wasser) — ранняя аллегорическая картина австрийского художника Густава Климта, одна из первых работ в тематическом цикле о водяных нимфах, в который также входят «Золотые» и «Серебряные рыбки» и два вариант «Водяных змей». Картина обнаруживает сюжетное сходство с иллюстрацией «Рыбья кровь», опубликованной в журнале Ver Sacrum в 1898 году.
Предполагается, что в картине художник разрабатывал концепцию «факультетских картин», по другой версии, «Движущаяся вода» была написана по мотивам «Золота Рейна» Рихарда Вагнера, но Климт уплотнил сюжет так, что тот сам превратился в своеобразный орнамент. На картине изображены пять обнажённых женщин, движущихся по диагонали. Судя по положению тел и волос, а также параллельным их движению синим и фиолетовым линиям и притушенной цветовой гамме, вкупе с названием, они являются обитателями водных глубин. В правом нижнем углу виднеется существо с лысой головой и светящимися зелёными глазами, на котором художник поставил свою подпись ярко красным цветом. Один из эскизов к «Движущейся воде» сохранился в красном альбоме, подаренном художником Соне Книпс. Вместе с «Афиной Палладой» и портретами Хелены Климт и Сони Книпс осенью 1898 года «Движущаяся вода» участвовала во II выставке Венского сецессиона и не была принята критиками.